# Селігерія коротколиста
Селігерія коротколиста (Seligeria brevifolia) — вид мохів порядку гріміальних (Grimmiales).

## Поширення
Батьківщиною є Європа, Північна Америка, Азія.

## Характеристика
Рослини ніжні, світло-зелені. Листки від лінійних до ланцетно-лінійних, поступово звужені, широкогострі, ребристість закінчується трохи нижче верхівки; поля цілі. Коробочкові ніжки 1.8–2.2 мм, від прямих до згинальних, тонкі. Коробочка від оберненояйцеподібної до довгастої, довша, ніж широка. Спори 10–12 мкм.